# Вентиляційні пристрої шахт і рудників
Вентиляційні пристрої (англ. ventilation control devices, нім. Grubenbewetterungsanlage) — пристрої, за допомогою яких забезпечується потрібний розподіл повітря. До вентиляційних пристроїв відносяться припливно-витяжні установки, агрегати обробки повітря, вентилятори, шумоглушники, канальні установки, аератори, клапани та ін.
Вентиляційні пристрої розподіляються на призначені для ізоляції виробок від доступу повітря (шахтні перемички, вентиляційні двері, ляди, шлюзи тощо) та для подачі повітря і зміни напрямку повітряної течії (кросинги, вентиляційні труби, канали вентиляторів).